# Elyzabeth Diaga
Elyzabeth Diaga, est une interprète et créatrice canadienne. Elle est la fille de la chanteuse d’opéra montréalaise Nicole Lorange et du sculpteur espagnol Kieff Grediaga.
Elle a créé ou participé à l'album Elyzabeth Diaga, Les Ailes du feu et Diginada  de Philippe Leduc, l’album trip hop DIAGA, Pasion Revolucion de Tango au Festival d’Espagne et d’Amérique latine, The DIAGA Experience au Festival international de jazz de Montréal, Dracula : entre l’amour et la mort,  la revue musicale Rock Story, Dance on Broadway, Shérazade et elle a fait la voix chantée du personnage de mère Gothel dans film de Disney, Raiponce, et Cavalia en Australie
En 2013, Elyzabeth crée son premier One Woman Show QUEENS OF ROCK, l'Ultime revue musicale du rock féminin'.
En 2020 Elyzabeth électrifie les coachs et le public de LA VOIX 8 avec son interprétation de Crazy on You de Heart. Les coachs Marc Dupré, Garou et Pierre Lapointe se retournent pour elle qui choisit de poursuivre l'aventure avec Marc Dupré.   
Elyzabeth est présentement en résidence à Las Vegas au théâtre Mosaic on the Strip avec son spectacle QUEENS OF ROCK.  